# Max et le Mari jaloux
Pour plus de détails, voir Fiche technique et Distribution.
Max et le Mari jaloux est un film muet français réalisé par Max Linder, sorti en 1914.

## Synopsis
Une femme du monde décide de se lancer dans le cinéma et ce n'est pas du goût du mari qui croit que celle-ci flirte avec Max, son partenaire. Pour conquérir la gloire il suit sa femme sur les plateaux, mais ce ne sont que chutes, tartes et gifles qu'ils récoltent.

## Fiche technique
- Titre : Max et le Mari jaloux
- Réalisation : Max Linder
- Scénario : Max Linder
- Conseiller technique : René Leprince
- Société de production : Pathé Frères
- Société de distribution :  Pathé Frères
- Pays d'origine :  France
- Langue originale : film muet avec les intertitres en français
- Métrage : 330 mètres
- Format : Noir et blanc — 35 mm — 1,33:1 — Muet
- Genre : comédie
- Durée : 11 minutes
- Dates de sortie :
  - France : 19 juin 1914

## Distribution
- Max Linder : Max
- Henri Collen : le mari jaloux